# علاءالدین و چراغ جادو (فیلم ۱۹۷۹)
علاءالدین و چراغ جادو (به تامیلی: Allauddinum Albhutha Vilakkum) فیلمی محصول سال ۱۹۷۹ و به کارگردانی آی.وی. ساسی است. در این فیلم بازیگرانی همچون کمال حسن، راجینیکانت، جایا بهاراتی، سریپریا، جمینی گانسان، ساویتری و سوکوماری ایفای نقش کرده‌اند.